# South China Bowl 2018
Il South China Bowl 2018 ((ZH)  粤港碗, Yuè gǎng wǎn) è stata la 3ª edizione dell'omonimo torneo di football americano.

## Squadre partecipanti
| Club                   | Città     | Stadio | Sponsor ufficiale | Risultato nella stagione 2017 |
| ---------------------- | --------- | ------ | ----------------- | ----------------------------- |
| Guangzhou Apaches      | Canton    |        |                   |                               |
| Hong Kong Cobras       | Hong Kong |        |                   |                               |
| Hong Kong Combat Orcas | Hong Kong |        |                   |                               |
| Hong Kong Warhawks     | Hong Kong |        |                   |                               |
| Shenzhen Buffaloes     | Shenzhen  |        |                   |                               |
| Zhuhai Berserkers      | Zhuhai    |        |                   |                               |

## Prima fase

### Incontri
| 21 aprile 2018 | Guangzhou Apaches | 38 – 6 | Zhuhai Berserkers |  |

| 28 aprile 2018 | Hong Kong Cobras | 16 – 24 | Hong Kong Combat Orcas |  |

| 19 maggio 2018 | Hong Kong Warhawks | 27 – 22 | Hong Kong Cobras |  |

| 20 maggio 2018 | Zhuhai Berserkers | 9 – 25 | Shenzhen Buffaloes |  |

| 9 giugno 2018 | Hong Kong Combat Orcas | 6 – 19 | Hong Kong Warhawks |  |

| 9 giugno 2018 | Guangzhou Apaches | 28 – 0 | Shenzhen Buffaloes |  |

### Classifiche
Le classifiche della regular season sono le seguenti:
- PCT = percentuale di vittorie, G = partite giocate, V = partite vinte,  P = partite perse, PF = punti fatti, PS = punti subiti

#### Guangdong
| Pos. | Squadra            | PCT   | G | V | N | P | PF | PS |
| ---- | ------------------ | ----- | - | - | - | - | -- | -- |
| 1    | Guangzhou Apaches  | 1.000 | 2 | 2 | 0 | 0 | 66 | 6  |
| 2    | Shenzhen Buffaloes | .500  | 2 | 1 | 0 | 1 | 25 | 37 |
| 3    | Zhuhai Berserkers  | .000  | 2 | 0 | 0 | 2 | 15 | 63 |

#### Hong Kong
| Pos. | Squadra                | PCT   | G | V | N | P | PF | PS |
| ---- | ---------------------- | ----- | - | - | - | - | -- | -- |
| 1    | Hong Kong Warhawks     | 1.000 | 2 | 2 | 0 | 0 | 46 | 28 |
| 2    | Hong Kong Combat Orcas | .500  | 2 | 1 | 0 | 1 | 30 | 35 |
| 3    | Hong Kong Cobras       | .000  | 2 | 0 | 0 | 2 | 38 | 51 |

## Finali

### Finale 3º - 4º posto
| 30 giugno 2018 | Hong Kong Combat Orcas | 7 – 0 | Shenzhen Buffaloes |  |

### III Finale
| 30 giugno 2018 | Hong Kong Warhawks | 19 – 6 | Guangzhou Apaches |  |

## Verdetti
- Hong Kong Warhawks Vincitori del South China Bowl 2018